# Edward Dalyngrigge
Sir Edward Dalyngrigge (né vers 1346 – mort en août 1393) est un chevalier du roi Édouard II d'Angleterre. C'est lui qui fit construire le pittoresque château de Bodiam, dans le Sussex.

## Sources
- David Thackray, Bodiam Castle, The National Trust, 2004 (1re éd. 1991), 64 p. (ISBN 978-1-84359-090-3)